# Gōjū-ryū

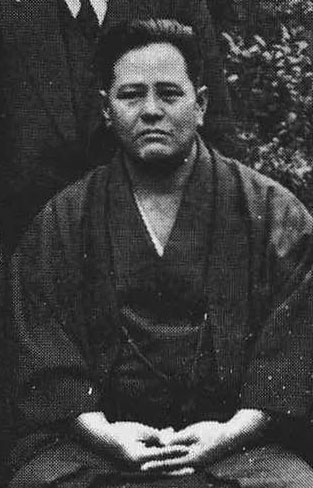
Chōjun Miyagi, fundador de l'estil de karate Gōjū-ryū.

El gōjū-ryū és un estil de karate creat a Okinawa. La traducció literal és Go ("dur"), ju ("tou") i ryu ("estil"): Estil dur-tou, atès que és una combinació d'aquests conceptes. El 1933 va ser registrat oficialment amb aquest nom a la Dai Nihon Butokukai. El fundador d'aquest estil és el sensei Chojun Miyagi.

## Característiques
L'estil es caracteritza per les seves posicions curtes i altes. Alguns katas (execució contínua de tècniques preestablertes) de l'estil Goju Ryu s'executen amb lentitud i contracció, per ser executades posteriorment a velocitat. L'estil està desenvolupat per funcionar bé en distàncies curtes, s'empra la posició de sanchin, o postura de rellotge de sorra per desenvolupar força i estabilitat. El cos és posat a punt de forma extensiva, emprant calistenia, i l'entrenament en mètodes d'insensibilització/enduriment coneguts com a Hojo Undo portats de la Xina a Okinawa.
El Goju ryu es té aplicació tant en karate com en la vida diària. L'alternar la duresa i la suavitat, dona lloc a una capacitat per a manejar efectivament en la vida. Les relacions socials són un petit exemple d'això: l'ús de la cortesia pot suavitzar un tracte que d'altra manera seria difícil. D'altra banda, en certes situacions pot ser convenient adoptar una actitud enèrgica.
També en el combat, la duresa i suavitat combinades porten a la victòria. Aquesta existència entremesclada d'aspectes durs i suaus és el que caracteritza el Goju-Ryu Karate-Do.